# Jacques Bonsergent (metrostation)
Jacques Bonsergent is een station van de metro in Parijs langs metrolijn 5, in het 10de arrondissement.
De naam verwijst naar het plein Place Jacques Bonsergent, genoemd naar Jacques Bonsergent, een ingenieur die werd geëxecuteerd tijdens de Duitse bezetting in 1940. Eerst werd het station Lancry genoemd.
Bobigny - Pablo Picasso · 
Bobigny - Pantin - Raymond Queneau · 
Église de Pantin · 
Hoche · 
Porte de Pantin · 
Ourcq · 
Laumière · 
Jaurès · 
Stalingrad · 
Gare du Nord · 
Gare de l'Est · 
Jacques Bonsergent · 
République · 
Oberkampf · 
Richard-Lenoir · 
Bréguet - Sabin · 
Bastille · 
Quai de la Rapée · 
Gare d'Austerlitz · 
Saint-Marcel · 
Campo-Formio · 
Place d'Italie